# Nagy Csaba (természetfotós)
Nagy Csaba (Győr, 1956. június 17. –) természetfotós, a Nimród Fotoklub és a Magyar Természetfotósok Szövetsége (naturArt) tagja.

## Életrajz
Foglalkozás: erdőmérnök-tanár
Gyermekkorát a Győr-Sopron megyei Táp községben töltötte. Itt alakult ki a természettel való szoros kapcsolata, amely meghatározó volt későbbi életében. Győrött a Révai Miklós Gimnázium fizika tagozatán érettségizett. Ebben az időszakban kezdett fényképezni, s érdeklődése hamarosan a természetfotózás felé fordult. 1973-ban a Győri fotóklub tagja lett. 1974-ben érettségizett, majd 1975-től a soproni Erdészeti és Faipari Egyetem hallgatója. Egyetemi évei alatt nyerte első díjait a „Találkozás a természettel” fotópályázatokon. 1980-ban kapta meg az erdőmérnöki diplomát, ezután a Kisalföldi Erdőgazdaság Dél-hansági Erdészeténél helyezkedett el. 1982-től a soproni Roth Gyula Erdészeti Szakközépiskola tanára. 1987-től mérnöktanár, 1995-től természetvédelmi szakmérnök. Az iskolában erdőműveléstant, erdészeti növénytant és erdővédelemtant oktat, valamint a Nyugat-Magyarországi Egyetem mérnöktanár hallgatóinak tanítási gyakorlatait vezeti. Magyarország természeti értékeit bemutató könyvekben, cikkekben, természetvédelmi kiadványokban sok képe jelent meg. Leggyakoribb témái a Fertő és a Hanság tájai, élővilága, az európai magashegységek és a magyarországi erdők.

## Tagságok
- 1973-1983: Győri Fotóklub
- 1976- Nimród Fotóklub
- 1997- Magyar Természetfotósok Szövetsége (naturArt)
- 2004- A Győri Fotóklub tiszteletbeli tagja

## Díjak
- 1996: Nagygyörgy Sándor-díj
- 2002: „Az Év Természetfotósa” cím
- 2002: „Az Év Természetfotója”
- Mintegy 40 díjazott kép a „Találkozás a természettel” és „Az Év Természetfotósa” pályázatokon.

## Egyéni kiállítások
- A Hidegvíz-völgytől Mekszikópusztáig
  - 1993: Vas-Villa, Sopron
  - 1994: Kócsagvár, Sarród
- A Fertő-Hanság Nemzeti Park
  - 1997: Bányászati és Erdészeti Múzeum, Sopron
  - 1998: Megyeháza, Győr;
  - Rábaközi Művelődési Központ, Kapuvár;
  - Flesch Károly  Kulturális Központ, Mosonmagyaróvár
  - 1999: Nationalpark Neusiedler See központja, Illmitz (Ausztria);
  - Antwerpen (Alexay Zoltánnal és Szabó Bélával)
- Kaland-képek
  - 2007: Sopron, Festőterem

## Albumok, könyvek
- A Nyugat-Dunántúl természeti értékei. Szaktudás Kiadó Ház, Budapest. 2003. ISBN 963-9422-68-1
- Ahol a puszták véget érnek. A Fertő–Hanság Nemzeti Park. Alexandra Kiadó, Pécs, 2007. ISBN 978-963-370-361-8
- Erdészeti növénytan. (2009) ISBN 978-963-9675-62-9